# دافيد هارير
دافيد هارير (بالألمانية: David Harrer)‏ (24 أبريل 1990 في النمسا - ) هو لاعب كرة قدم نمساوي في مركز الدفاع. شارك مع منتخب النمسا تحت 17 سنة لكرة القدم ومنتخب النمسا تحت 19 سنة لكرة القدم ومنتخب النمسا تحت 20 سنة لكرة القدم. أما مع النوادي، فقد لعب مع أوستريا فيينا ونادي فادوتس و1. Wiener Neustädter SC ‏ وKapfenberger SV ‏.

## وصلات خارجية
- دافيد هارير على موقع قاعدة بيانات كرة القدم.إي يو (الإنجليزية)
- دافيد هارير على موقع Soccerway.com (الإنجليزية)
- دافيد هارير على موقع عالم كرة القدم.نت (الإنجليزية)